# Paul Ingram
Paul Ingram war einer der Hauptbeschuldigten in einem vielbeachteten Prozess um satanischen rituellen Missbrauch in der jüngeren amerikanischen Geschichte. Ingram wurde vom Vorwurf des satanischen rituellen Missbrauchs freigesprochen, aber der Vergewaltigung dritten Grades für schuldig befunden. Seine Geschichte bildet die Basis für das Buch Remembering Satan von Lawrence Wright und den Film Zur Lüge gezwungen (Forgotten Sins) von Dick Lowry. Laut Elizabeth Loftus gestand Ingram aufgrund falscher Erinnerungen.

## Hintergrund
Paul Ingram und seine Familie wurden 1975 in der „Church of Living Waters“, einer Pfingstgemeinde, „wiedergeboren“. Sie beteiligten sich sofort aktiv am Gemeindeleben. Ingrams Töchter Ericka und Julie nahmen an den so genannten „Herz-zu-Herz“-Treffen der Gemeinde teil. Bei diesen, stets sehr emotional verlaufenden Treffen sprachen die Jugendlichen über Probleme mit dem Selbstbewusstsein, Sexualität und der Familie.
1983 enthüllte Ericka den anderen Jugendlichen, sie sei Opfer eines Vergewaltigungsversuchs geworden. Die Polizei wurde verständigt. Als sie jedoch erfuhr, dass es sich darum handelte, dass ein verheirateter Mann Ericka die Hand aufs Knie gelegt hatte, stellte sie die Ermittlungen ein.
Zwei Jahre später enthüllte Julie, dass ein Nachbar sie sexuell missbraucht habe. Ericka bestätigte die Anschuldigungen und gab an, von demselben Mann missbraucht worden zu sein. Es wurde Anzeige erstattet, diese jedoch wieder fallengelassen, da Julies Angaben laut Aussagen der Polizei „lückenhaft und widersprüchlich waren“.
1988 hielt Karla Franka, Mitglied einer charismatischen Kirche aus Kalifornien, die Jugendlichen mit ihren hellseherischen Visionen im Bann. Franka „sah“ bei mehreren der beteiligten Jugendlichen sexuellen Missbrauch, was durch diese bestätigt wurde.
Ericka Ingram nahm an dem Treffen als Betreuerin teil. Nach dem Treffen fing Franka an, für sie zu beten, dabei hatte sie Visionen, dass Ericka von ihrem Vater sexuell missbraucht worden sei.
Einige Zeit später enthüllte Ericka ihrer Mutter, sie sei von ihrem Vater Paul Ingram und ihren zwei älteren Brüdern sexuell missbraucht worden. Am nächsten Morgen erzählte auch Julie ihrer Mutter, sie sei vom Vater und einem ihrer Brüder sexuell missbraucht worden. Am selben Tag ging Julie in Begleitung einer Frau von der „Beratungsstelle für vergewaltigte Frauen“ zur Polizei, wo sie genauere Angaben über die Vorkommnisse machte.

## Verhör von Paul Ingram
Eine Woche später, am 28. November 1988, wurde Paul Ingram von Sheriff Gary Edwards und Hilfssheriff Neil McLanahan mit den Anschuldigungen konfrontiert. Ingram gab an, die Mädchen nicht missbraucht zu haben und fügte dem hinzu, er glaube nicht, dass er eine dunkle Seite habe.
Anschließend wurde Ingram von Brian Schoening und Joe Vukich verhört. Ingram gab an, sich nicht an einen sexuellen Missbrauch zu erinnern. Die Detectives konfrontierten ihn mit drei Ideen.
- 1. Seine Töchter waren verantwortungsvolle und wahrheitsliebende Mädchen, die über ein Vergehen dieser Tragweite keine Lügen erfinden würden. Ingram stimmte dem zu.
- 2. Sexualverbrecher verdrängten oft die Erinnerung an ihre Taten. Ingram stimmte auch dem zu.
- 3. Der einzige Weg, Zugang zu den Fakten zu erlangen, war, zuzugeben, dass er seine Töchter sexuell missbraucht habe. Danach würden seine Erinnerungen wahrscheinlich zurückkehren.

Schließlich gestand Ingram den Missbrauch, obwohl er noch immer keine Erinnerungen daran hatte. Danach versuchte er sich an den Missbrauch zu erinnern, betrachtete diesen aber nach eigenen Angaben „wie ein Außenstehender“. Er gestand, Nachts in Erickas Zimmer gekommen zu sein, sie entkleidet und unsittlich berührt zu haben und ihr gedroht zu haben sie umzubringen, falls sie jemandem davon erzähle. Dabei sprach er im Konjunktiv („Ich hätte wohl...“). Als das Verhör zu Ende war, hatte Ingram zugegeben, Ericka vergewaltigt zu haben, seit sie fünf Jahre alt war und Julie mindestens zehn Jahre sexuell missbraucht zu haben. Er erinnerte sich auch daran, Julie im Alter von 15 Jahren geschwängert und eine Abtreibung veranlasst zu haben. Nach dem Geständnis wurde Ingram in eine Krankenzelle gebracht.
Am Morgen des 29. Novembers wurde er von dem Psychologen Richard Peterson aufgesucht. Ingram fragte diesen, ob es wirklich möglich sei, die Erinnerungen an solch brutale und widerliche Handlungen völlig zu blockieren. Der Psychologe bestätigte dies und fügte seinen Ausführungen hinzu, dass viele Sexualstraftäter selbst als Kind missbraucht worden wären, und dies verdrängt hätten. Ingram konnte sich zu diesem Zeitpunkt nicht erinnern, sexuell missbraucht worden zu sein. Zu einem späteren Zeitpunkt gab er an, von seinem Onkel sexuell missbraucht worden zu sein.
Als Ingram am 29. November 1988 um 13.30 den Verhörraum betrat, wurde er von den Beamten mit zwei Briefen von Julie konfrontiert, in denen sie enthüllte, noch immer missbraucht und bedroht zu werden. An dem Missbrauch wären zwei Pokerfreunde ihres Vaters beteiligt. Als sie ein Kind war, sei sie oft von mehreren dieser Männer vergewaltigt worden. Zuerst fiel Ingram niemand ein, dann aber glaubte er sich an eine Szene erinnern zu können: Julie war an Händen und Füßen gefesselt und lag mit dem Gesicht nach unten auf einem Laken. Sein Freund Jim Rabie verging sich an ihr und sein Freund Ray Risch machte Fotos von der Szene.

## Reaktion Rabies und Rischs
Als Rabie und Risch damit konfrontiert wurden, dass Paul Ingram sie mit dem Vorwurf des sexuellen Missbrauchs belastet hatte, lehnten sie den Vorwurf nicht eindeutig ab, sondern sprachen ähnlich wie Ingram von einem Gedächtnisverlust. Rabie beharrte darauf, dass er keine Erinnerungen an diese Ereignisse hatte, erwähnte aber ebenso wie Ingram eine „dunkle Seite“. Schließlich gestand Rabie: „Geben Sie mir die Schuld, denn ich habe es wohl nicht wahrhaben wollen. Ich muss der Schlimmste von allen sein“.

## Befragung von Chad Ingram
Ingram wurde von einer Erinnerung heimgesucht, in der Jim Rabie und sein Sohn Chad Ingram vorkamen: Rabie hatte analen Sex mit Chad.
Chad wurde eine knappe Woche darauf von Detective Schoening und Psychologe Peterson befragt. Er konnte sich zuerst nicht erinnern, von Jim Rabie oder sonst jemandem sexuell missbraucht worden zu sein, aber er konnte sich entsinnen, wie er sich mit 17 die Pulsadern aufschnitt. An den genauen Grund konnte er sich nicht erinnern. Das Gespräch ging in eine Analyse von Chads Träumen über. Chad beschrieb einen besonders lebhaften Traum, in dem kleine Menschen vorkamen, die in sein Zimmer kamen und um sein Bett herumliefen. Ihre Gesichter waren mit schwarzen, roten und weißen Streifen bemalt, wie bei der Rockgruppe Kiss. Peterson sah diesen Traum als Beweis dafür, dass Chad Gewalt angetan wurde. Chad erzählte von einem weiteren Traum, bei dem eine Hexe ihn auf sein Bett niedergedrückt habe. Er habe sich nicht bewegen oder sprechen können. Schoening und Peterson versuchten, Chad davon zu überzeugen, dass dies kein Traum, sondern die Wirklichkeit sei. Schließlich sagte Chad, dass er sich an einen Mann erinnere, der auf ihm saß. Die Knie des Mannes hielten Chads Arme fest, der sich nicht bewegen konnte und sein Penis steckte in Chads Mund. Es habe sich mit großer Wahrscheinlichkeit um Jim Rabie gehandelt.
Am nächsten Tag berichtete Chad nach intensiver Befragung von einer weiteren Erinnerung. Er sei mit zehn oder elf Jahren von Jay Risch vergewaltigt worden. Später zog Chad diese Aussage zurück. Es wären nichts weiter als böse Träume gewesen.

## Erinnerungen von Sandy Ingram
Sandy Ingram glaubte zuerst, sich nicht an die Vorfälle erinnern zu können. Nach einem Gespräch mit dem Pastor ihrer Gemeinde, der glaubte, sie sei Mitwisserin, kam ihr jedoch die Erinnerung, wie sie auf dem Wohnzimmerboden an Jim Rabie gefesselt worden war. Danach machte die Erinnerung einen Sprung und sie befand sich nun in einer Abstellkammer mit ihrem Mann, der sie mit einem Stück Holz schlug, während Risch und Rabie sie auslachten. Als Paul sie aus der Abstellkammer herausließ, warfen Risch und Rabie sie nieder und zwangen sie zum Analverkehr.

## Vorwurf des satanischen rituellen Missbrauchs
Am 30. Dezember 1988 reichte Ericka Ingram eine Aussage bei der Polizei ein, bei der sie zum ersten Mal ihre Erinnerungen an rituellen Missbrauch durch Satanskultanhänger genau darlegte. Von ihrem fünften bis zum zwölften Lebensjahr sei sie von ihrem Vater oft nachts geweckt worden. Eine Gruppe von Männern und Frauen, zu der auch ihre Mutter, ihr Vater, Jim Rabie, Jay Risch und eine Hohepriesterin in einem Gewand gehörten, warteten in einer Scheune auf sie. Alle versammelten sich um einen Tisch, stachen auf ein Baby ein und fuhren mit diesem Ritual sogar noch fort, als das Baby längst tot war. Die Leiche wurde in etwas Weißes gekleidet und im Boden vergraben. „Sie sagten auch, dass ich mich nicht daran erinnern würde. Sie wiederholten es immer wieder, wie einen Zauberspruch“.
Auch Julie begann Erinnerungen an „Satanszeug“ zu haben. Sie konnte sich erinnern, tote Tiere vergraben zu haben, konnte aber nicht sagen, ob sie eines natürlichen Todes gestorben oder geopfert worden waren.
Später gab Ericka an, ihr Vater habe sie gezwungen, mit Hunden und Ziegenböcken Verkehr zu haben. Ihre Mutter hätte auch Sex mit Tieren gehabt. Sie beschrieb satanische Orgien, Kindesopfer und grausame Abtreibungen.
Paul Ingram gab später an, sich ebenfalls an satanischen rituellen Missbrauch zu erinnern.

## Richard Ofshe
Richard Ofshe, Experte für Sekten und Gehirnwäsche und Professor der Soziologie an der University of California in Berkeley, wurde eingeschaltet. Direkt bei dem ersten Telefonat mit dem leitenden Staatsanwalt, Gary Tabor, sagte Ofshe: „Es gibt keine Beweise dafür, dass Teufelssekten, die Babys töten, überhaupt existieren.“
Ofshe traf sich mit Ingram, und dieser beschrieb ihm, wie er versuchte, Erinnerungen zu erlangen: Zuerst betete er. Der nächste Schritt war das „Entleeren des Geistes“. Ingram versuchte sich vorzustellen, dass er von warmem, weißem Nebel umgeben war. Nach einer Weile tauchten „Erinnerungsfragmente“ in seinem Bewusstsein auf. Ofshe bezweifelte die Realität dieser Erinnerungen. Seiner Meinung nach legte der visuelle, fragmentarische Gehalt der Erinnerungen den Verdacht nahe, dass es sich um in Trance hervorgerufene Pseudoerinnerungen handelte.
Ofshe beschloss ein Experiment durchzuführen, um seine Theorie zu prüfen. Er redete Ingram ein, er habe einen seiner Söhne und eine seiner Töchter gezwungen, miteinander Sex zu haben. Ein solcher Vorfall hatte nach Aussage von Ericka nie stattgefunden. Paul Ingram gab später an, sich lebhaft zu erinnern, wie er seinen Sohn Paul Jr. und Ericka zum Sex gezwungen hätte. Es entstand ein hitziger Wortwechsel, bei dem Ofshe Ingram mitteilte, dass dieser sich die ganze Szene ausgedacht hatte. Ingram beharrte jedoch darauf, dass seine Version die Wahrheit sei. Ofshe schickte einen Bericht an das Büro der Staatsanwaltschaft. Er wies noch einmal gesondert auf seine Bedenken gegen die Ermittlungen in dem Fall und auf seine Schlussfolgerung hin, dass Paul Ingram die Verbrechen, die er gestanden hatte, nicht begangen hatte.

## Untersuchung auf Narben
Ericka und Julie wurden von Detective Loreli Thompson auf Narben untersucht. Sie konnte keine Narben entdecken.

## Ausgang des Prozesses
Die Anklagen wegen satanischem rituellem Missbrauch wurden fallengelassen. Paul Ingram bekannte sich in sechs Anklagepunkten der Vergewaltigung dritten Grades für schuldig und wurde rechtskräftig verurteilt. Er kam 2003 aus dem Gefängnis frei. Alle Anklagen gegen Jim Rabie und Jay Risch wurden fallengelassen.